# Рубцовщина (Спицинська волость)
Рубцовщина (рос. Рубцовщина) — присілок в Гдовському районі Псковської області Російської Федерації.
Населення становить 11 осіб. Входить до складу муніципального утворення Спицинська волость.

## Історія
Від 2005 року входить до складу муніципального утворення Спицинська волость.

## Населення
| 2001 | 2002 | 2010 |
| ---- | ---- | ---- |
| 14   | ↘13  | ↘11  |